# Anthophora repleta
Anthophora repleta är en biart som beskrevs av Dours 1869. Anthophora repleta ingår i släktet pälsbin, och familjen långtungebin. Inga underarter finns listade i Catalogue of Life.